# 칠곡 묘향사 소장 신중도
칠곡 묘향사 소장 신중도(漆谷 妙香寺 所藏 神衆圖)는 대한민국 경상북도 칠곡군 동명면 묘향사에 있는 조선시대의 신중도이다. 2016년 10월 6일 경상북도의 문화재자료 제650호로 지정되었다.

## 지정 사유
이 불화는 화면 상단 좌우에 배치된 제석천과 위태천을 중심으로 그 주변에 홀을 쥔 일월천자 2위와 천동 2위, 그리고 하단에는 대도와 검, 삼지창 등을 쥔 신장상, 보주를 쥔 용왕 등 4위가 배치되어 있는 신중도이다.
화면 가장자리가 잘린 흔적이 있고 안료의 박락과 변색이 확인되지만, 화면 전체 도상은 비교적 양호하게 잘 남아 있다. 화면 하단 양쪽에 묵서된 畵記에 의하면, 1823년(道光 3)에 金魚 琯甫를 비롯하여 錦謙, 搶直이 참여한 불화임을 알 수 있다. 전체적인 색채는 적색과 녹색을 主色으로 표현하였으며 지물이나 무기 등에 부분적으로 금박을 사용하였다.
이 신중도는 제작시기와 제작자를 확실하게 알 수 있어 19세기 전반기 신중도 도상 및 화풍 연구에 학술적 가치가 크다고 판단되므로 文化財資料로 지정한다.

## 참고 문헌
- 칠곡 묘향사 소장 신중도 - 국가유산청 국가유산포털